# Carapito
Carapito is een plaats (freguesia) in de Portugese gemeente Aguiar da Beira en telt 511 inwoners (2001).